# 薩姆索尼夫卡 (克拉斯諾頓區)
48°22′16″N 39°37′19″E / 48.37111°N 39.62194°E
薩姆索尼夫卡（烏克蘭語：Самсонівка）是位於烏克蘭東部的村莊，由盧甘斯克州卢甘斯克区的青年近衛軍村市鎮負責管轄。該村始建於1918年，面積2.1平方公里，海拔高度181米，2001年人口1,282，人口密度每平方公里611.1人。